# ذا ديول: تيست درايف II
ذا ديول: تيست درايف II (بالإنجليزية: The Duel: Test Drive II)‏ ، هي لعبة إلكترونية من نوع سباق السيارات، وهي الجزء الثاني من سلسلة تيست درايف ، أنتجت عام 1989 وتعمل بعدة أنظمة التشغيل، ومنها سوبر نينتندو انترتنمنت سيستم وسيجا ميجا درايف وإم إس دوس.

## وصلات خارجية
- The Duel: Test Drive II على موبي غيمز
- The Supercars car disk على موبي غيمز
- Musclecars car disk على موبي غيمز
- California Challenge scenery disk على موبي غيمز
- European Challenge scenery disk على موبي غيمز